# Priorado de Ocle
O Priorado de Ocle foi um priorado perto de Ocle Pychard em Herefordshire, Inglaterra, na referência de grelha SO577464. Era uma dependência da Abadia de Lyre na Normandia e, como tal, um priorado estrangeiro.